# Vinko Jelovac
Vinko Jelovac (Pazin, 18 november 1948) is een Sloveens-Kroatisch voormalig basketballer en basketbalcoach.

## Carrière
Jelovac speelde met zijn club KK Olimpija Ljubljana eenmaal kampioen in 1970.
Met het Joegoslavische nationale team bereikte hij in 1969 de finale van het Europees kampioenschap in Italië, waar het team van de USSR verloor. In 1970 werd het wereldkampioenschap in Joegoslavië gehouden. Er was een finaleronde in Ljubljana, waarin elk van de zes ploegen die zich uit de voorronde hadden gekwalificeerd plus de Joegoslavische gastheren tegen elkaar speelden. De Joegoslaven verloren de laatste wedstrijd van het Sovjet-Russische team, maar wonnen toch goud voor Brazilië en de Sovjet Unie, die elk twee verliespartijen hadden. Op de Europese Kampioenschappen van 1971 in Duitsland was er weer een echte finale, die het Sovjet team won van de Joegoslaven.
In 1972 eindigden de Joegoslaven op de Olympische Spelen van München als derde in groep B in de voorronde achter de Sovjet-Unie en Italië. Met overwinningen op Tsjecho-Slowakije en Puerto Rico eindigden de Joegoslaven als vijfde. Jelovac speelde mee in negen wedstrijden en hij scoorde 20 punten in de laatste wedstrijd tegen Puerto Rico, zijn slechtste resultaat was 9 punten tegen de Sovjet-Unie.
Op het Europees kampioenschap van 1973 in Spanje won Joegoslavië de finale tegen Spanje , die de titelverdedigers uit de Sovjet-Unie in de halve finales hadden verslagen. Het WK van 1974 in San Juan kende de terugkeer van het groepssysteem, met zes ploegen uit de voorronde plus gastheer Puerto Rico en titelverdediger Joegoslavië die geplaatst werden voor de eindronde. Uiteindelijk hadden de Sovjet-Unie, de Joegoslaven en de Verenigde Staten elk één verliespartij te betreuren. Aangezien de overwinning van het Sovjet-Russische team op het team van de Verenigde Staten de hoogste overwinning was uit de onderlinge wedstrijden, won de Sovjet-Unie de titel vóór de Joegoslaven en de Verenigde Staten. Het Europees kampioenschap van 1975 werd gehouden in Joegoslavië. Er was een finaleronde met zes teams waarin de Joegoslaven vijf wedstrijden wonnen om Europees kampioen te worden vóór de Sovjet-Unie.
In 1976 eindigden de Joegoslaven op de Olympische Spelen van Montreal als tweede in hun groep in de voorronde achter het team van de Verenigde Staten. Nadat de Joegoslaven het team van de Sovjet-Unie in de halve finale hadden verslagen, ontmoetten de Joegoslaven de Verenigde Staten opnieuw in de finale en verloren met 74-95. Jelovac verscheen in slechts zes wedstrijden en scoorde slechts 18 punten in dat toernooi. In 1977 was Jelovac terug op de Europese Kampioenschappen in België om zijn internationale carrière af te sluiten. Er was weer een knock-out ronde, in de finale wonnen de Joegoslaven van het Sovjet-team.
Jelovac werkte na zijn spelerscarrière als coach bij KK Gradine Pula (1993-1994), KK Osijek (1994-1996), Maccabi Tel Aviv (1997-1998), KK Cibona Zagreb (1999-2000) en KK Split (2001-2002).
In 1973 en 1974 werd Vinko Jelevac verkozen tot Sloveens sportman van het jaar. In 2012 werd hij opgenomen in de Hall of Fame van Sloveense sporters.

## Erelijst
- 1x Joegoslavisch landskampioen: 1970
- 2x Sloveens sporter van het Jaar: 1973, 1974
- Hall of Fame Sloveense Sporters
- Olympische Spelen: 1x
- Wereldkampioenschap: 1x , 1x
- Europeeskampioenschap: 3x , 2x
- Middellandse Zeespelen: 1x